# Daixi (köpinghuvudort i Kina, Zhejiang Sheng, lat 30,29, long 122,12)
Daixi är en köpinghuvudort i Kina. Den ligger i provinsen Zhejiang, i den östra delen av landet, omkring 190 kilometer öster om provinshuvudstaden Hangzhou. Antalet invånare är 12 138. Befolkningen består av 4 792 kvinnor och 7 346 män. Barn under 15 år utgör 5,0 %, vuxna 15-64 år 78 %, och äldre över 65 år 16,0 %.
Närmaste större samhälle är Daishan, 9,0 km sydost om Daixi. 
Genomsnittlig årsnederbörd är 1 673 millimeter. Den regnigaste månaden är juni, med i genomsnitt 332 mm nederbörd, och den torraste är januari, med 48 mm nederbörd.